# Шапки (Смоленская область)
Шапки — деревня в Руднянском районе Смоленской области России. Входит в состав Кляриновского сельского поселения. Население — 12 жителей (2007 год). 
Расположена в западной части области в 24 км к северу от Рудни, в 13 км северо-западнее автодороги Р130 Демидов - Рудня, на берегу реки Глинный. В 26 км южнее деревни расположена железнодорожная станция Рудня на линии Смоленск — Витебск.

## История
В годы Великой Отечественной войны деревня была оккупирована гитлеровскими войсками в июле 1941 года, освобождена в октябре 1943 года.